# Специфична тежина
Специфична тежина  је тежина јединичне запремине, зато се понекад зове јединична тежина
{\displaystyle {\gamma }={m\cdot g \over V}=\rho \cdot g}
где је:
{\displaystyle m\,} маса тела,
{\displaystyle g\,} гравитационо убрзање Земље,
{\displaystyle V\,} запремина тела, a
{\displaystyle \rho \,} густина.

Јединица:  односно  (у SI) - чита се: њутн по метру кубном.

Производ масе и убрзања представља тежину и може се представити на следећи начин:
{\displaystyle W=m\cdot g}
односно:
{\displaystyle {\gamma }={W \over V}}
Специфична тежина је у блиској вези са густином, као у горњој формули, међутим оне нису синоними, а сличност ових појмова је као код масе и тежине. Густина тела не зависи од гравитације док специфична тежина зависи. На пример густина воде и на Земљи и на Месецу је 1000 kg/m3 док је специфична тежина на Земљи (на местима где је гравитационо убрзање 9,807 m/s2) 9,807 kN/m3 а на Месецу, због слабије гравитације, приближно шест пута мања.